# Péreille
Péreille – miejscowość i gmina we Francji, w regionie Oksytania, w departamencie Ariège.
Według danych na rok 2010 gminę zamieszkiwało 198 osób, a gęstość zaludnienia wynosiła 36 osób/km².